# 1893: A World’s Fair Mystery
1893: A World’s Fair Mystery ist ein Textadventure des US-amerikanischen Autors Peter Nepstad aus dem Jahr 2002. Es handelt sich um einen Krimi, der im Jahr 1893 auf dem Gelände der World’s Columbian Exposition spielt. Die Ereignisse sind fiktiv, spielen aber vor einem akkurat rekonstruiertem Hintergrund.

## Handlung
Aus dem Ausstellungspavillon der fiktiven Kimberly Diamond Mining Company auf dem Gelände der Weltausstellung wurden acht Diamanten gestohlen, darunter einer der größten Diamanten der Welt, der Königin Victoria von der Firma geschenkt worden war und den diese der Weltausstellung als Leihgabe übergeben hatte. Der für die Sicherheit der Ausstellung verantwortliche Polizeibeamte ist überlastet und ruft einen befreundeten Ermittler zur Hilfe: Den Spieler. Eine am Tatort gefundene Notiz deutet an, dass die Diamanten möglicherweise auf dem Gelände der Ausstellung versteckt wurden. Im Verlauf des Spiels weiten sich die Ermittlungen auf einen Entführungsfall aus, und schließlich gilt es sogar, einen Mord aufzuklären.

## Spielprinzip und Technik
1893 ist ein Textadventure, das heißt, Umgebung und Geschehnisse werden als Bildschirmtext ausgegeben und die Visualisierung obliegt zum größten Teil der Fantasie des Spielers. Im Gegensatz zu klassischen Textadventures, die über keinerlei graphische Ausschmückung verfügen, wartet 1893 mit einem Bild der jeweiligen Umgebung sowie einem graphischen Interface für die Navigation innerhalb der über 300 Räume großen Spielwelt auf. Die Bilder und das Navigationsinterface (eine um einige Metabefehle erweiterte Kompassrose) sind dabei bei fester Breite am rechten Rand des Spielbildschirms arretiert, während das Fenster für die Textausgabe eine variable Breite aufweist. Das Spiel wird von zeitgenössischer Musik untermalt. Eine wichtige Komponente des Spiels ist die Konversation mit computergesteuerten NPCs, die man zu verschiedenen fallrelevanten Themen befragen und denen man in einigen Fällen auch Befehle erteilen kann. Die Spielzeit beträgt etwa 30 Stunden.
Ein bedeutender Faktor des Gameplays ist Zeit. Das Spiel beginnt am Montagmorgen um 10:00, und pro Spielzug vergeht im Spiel eine Minute. Bestimmte Ereignisse ereignen sich in Abhängigkeit von Datum und Uhrzeit. Die Spielfigur wird im Laufe der Zeit hungrig und durstig, was den Spieler nötigt, Restaurants oder Imbissstände auf dem Ausstellungsgelände aufzusuchen; das nötige Geld wird ihm in Form einer Tagespauschale durch die Chicagoer Polizei zur Verfügung gestellt. Nachts muss der Spieler sein Büro auf dem Ausstellungsgelände aufsuchen, um dort auf einem Feldbett zu übernachten. Um die Navigation in der Spielwelt zu vereinfachen, wurden authentische Fortbewegungsmittel wie ein Zug, Fähren und Gondeln implementiert, die wie Essen und Trinken Geld kosten.
Spielintern steht ein Hilfesystem zur Verfügung, das versucht, dem Spieler kontextsensitiv Hilfestellung zu konkreten Problemen bei der Rätsellösung zu geben.
1893 ist plattformunabhängig, benötigt zum Spielen aber einen Interpreter für die verwendete Programmiersprache TADS. Ein solcher muss vom Spieler gesondert installiert werden und ist als Freeware für alle gängigen, aber auch für historische oder exotische Betriebssysteme wie AmigaOS oder BeOS sowie für mobile Endgeräte erhältlich. Der Internet-Interpreter Parchment ermöglicht es, das Spiel auf einer beliebigen Plattform im Browser zu spielen.

## Produktionsnotizen
Autor Peter Nepstad ist Unternehmensberater und lebt in Chicago. 1893 ist sein erstes Interactive-Fiction-Spiel; das Sujet wählte er nach einigen Recherchen zur Geschichte Chicagos, weil ihm die Weltausstellung 1893 als entscheidendes Ereignis in der Geschichte der Stadt erschien. Die Recherchen zum Spiel und seine Entwicklung dauerten vier Jahre. Zunächst wendete er hierfür seine Freizeit auf. Nach der Auflösung seines Arbeitgebers Arthur Andersen im Rahmen des Enron-Skandals nutzte Nepstad seine achtmonatige Arbeitslosigkeit zur Fertigstellung des Spiels. Die verwendete Entwicklungsumgebung ist TADS, eine Programmiersprache mit Compiler und Standardbibliothek für die Entwicklung von Textadventures. Die erste veröffentlichte Version von Juli 2002 enthielt noch keinerlei grafische Benutzeroberfläche. Erst eine Version von Oktober 2002 enthielt Grafik und Musikuntermalung. Die Bilder der Spielumgebung und der handelnden Personen, über 500 an der Zahl, sind Fotografien von der Weltausstellung 1893.
Von 2003 bis 2010 war das Spiel unter einer kommerziellen Lizenz in einer Download- und in einer dinglichen Version (als CD-ROM) erhältlich, die auch einen Interpreter enthielt. Laut Autor Nepstad wurden über 4000 Exemplare verkauft. Da der stationäre Einzelhandel kein Interesse am Spiel zeigte, erfolgte der Verkauf primär über Museen und über die Website des zunächst nur für den Vertrieb von 1893 gegründeten Publishers The Illuminated Lantern. Der dinglichen Version lagen als die Immersion steigernde Materialien eine Karte des Ausstellungsgeländes, ein 27-seitiger Ausstellungsprospekt sowie ein Replikat einer Eintrittskarte bei.

## Rezeption
1893 erhielt vorwiegend positive Bewertungen. Das Fachmagazin Adventure Gamers stellte heraus, dass unter allen zugänglichen Medien nur Adventures es ermöglichten, retrospektiv an historischen Ereignissen teilzunehmen. Redakteur Evan Dickens lobte eine unterhaltsame und gut geschriebene Narrative sowie die authentische Rekonstruktion der Weltausstellung, kritisierte aber, dass die nach Art eines Open-World-Spiels bereits zu Beginn komplett begehbare Spielwelt 1893 nicht-linear mache, was ungeübte Spieler überfordern könne. In Summe bewertete er das Spiel als „eines der fantastischsten Adventures“, die er je gespielt habe. Die New York Times bezeichnete 1893 als einen „Hit“ unter den Textadventures, der sich durch die Raffinesse seiner Programmierung von den Klassikern des Genres abhebe und diesem ein „kleines Comeback“ beschere. Das US-Magazin Game Chronicles machte 2003 als Zielgruppe von 1893 Computerspieler jenseits der 30 aus, da diese mit klassischen Textadventures aufgewachsen wären. Als weitere Zielpersonen wurden Geschichtsinteressierte, Lehrer und Studenten genannt. Das Magazin wertete, die akribische Detailliebe, die in die Entwicklung der Spielwelt geflossen sei, sorge für eine „überwältigende Immersion“. Das Spiel bringe einen „frischen Windstoß“ in die Computerspielelandschaft. In technischer Hinsicht zog das Magazin Parallelen zu Spellcasting 301, das mit einem vergleichbaren Interface aufwarte. Das US-amerikanische Branchenmagazin Game Industry News urteilte, 1893 bringe die durch Reduktion implizierte Eleganz des Genres Textadventure zum Vorschein, und der Spieler laufe ob des Detailgrades der offenen Spielwelt Gefahr, das Lösen des Kriminalfalls als Spielziel zu vergessen. Das Fachmagazin Just Adventure lobte die Charakterzeichnung der NPCs, das Interface und die „solide Story“, die Nepstad über die Rekonstruktion der Ausstellung gelegt habe. Das Magazin stellte aber negativ heraus, dass das große und frei begehbare Spielareal dazu führe, dass man den Überblick darüber verliere, wo zu Lösung individueller Rätsel benötigte Gegenstände zu finden seien.
Bei den XYZZY Awards 2002, einer der drei großen jährlichen Preisverleihungen der Interactive-Fiction-Szene, wurde 1893 für zwei Preise nominiert und gewann in der Kategorie „Best Setting“. Im Dokumentationsfilm Get Lamp über die Historie des Genres Textadventure werden 1893 und seine Entwicklungsgeschichte porträtiert.